# Percy Adlon
Pour les articles homonymes, voir Adlon.
Percy Adlon est un réalisateur allemand né le 1er juin 1935 à Munich et mort le 10 mars 2024 à Los Angeles. 
Il est particulièrement connu pour son film Bagdad Café avec Marianne Sägebrecht, récompensé entre autres par le César du meilleur film étranger .

## Biographie
Fils d'un chanteur d'opéra et d'une membre de la famille des hôteliers Adlon de Berlin, Paul Rudolf Parsifal Adlon naît le 1er juin 1935 à Munich. 
Il commence une carrière au théâtre puis devient animateur de radio, spécialisé dans les sujets littéraires. Dans les années 1970, il se tourne vers la télévision et réalise des documentaires. Son premier long métrage, Céleste, sort en 1981,.
Son plus gros succès, Bagdad Café, sort en 1987. Le film obtient un vif succès notamment en France avec plus de 2 300 000 spectateurs, tout comme sa chanson Calling You, interprétée par Jevetta Steele, composée par Bob Telson et nommée aux Oscars 1989. Il est adapté en comédie musicale en 2005 par Percy Adlon qui met également le spectacle en scène, sur une musique de Bob Telson et une chorégraphie de Blanca Li.
Percy Adlon meurt le 10 mars 2024 à Los Angeles à l'âge de 88 ans.

## Filmographie

### Cinéma
- 1981 : Céleste
- 1982 : Les Cinq Derniers Jours (Fünf letzte Tage)
- 1983 : Die Schaukel
- 1985 : Zuckerbaby
- 1987 : Bagdad Café (Out of Rosenheim)
- 1989 : Rosalie fait ses courses (Rosalie Goes Shopping)
- 1991 : Salmonberries
- 1993 : Younger and Younger
- 1999 : Die Straußkiste
- 2001 : Hawaiian Gardens
- 2010 : Mahler auf der Couch

### Télévision
- 1978 : Der Vormund und sein Dichter
- 1980 : Herr Kischott
- 1986 : Herschel und die Musik der Sterne
- 1990 : Red Hot and Blue
- 1996 : In der glanzvollen Welt des Hotel Adlon
- 1999 : Zirkus um Zauberflöte
- 2001 : Koenigs Kugel - Der deutsche Bildhauer Fritz Koenig im Trümmerfeld von Ground Zero

## Distinctions
- Croix d'officier de l'ordre du Mérite